# Lycognathophis seychellensis
Lycognathophis seychellensis is een slang uit de familie toornslangachtigen (Colubridae).

## Naam en indeling
De wetenschappelijke naam van de soort werd voor het eerst voorgesteld door Hermann Schlegel in 1837. Oorspronkelijk werd de wetenschappelijke naam Psammophis seychellensis gebruikt. De slang werd in het verleden aan andere geslachten toegekend, zoals Psammophis, Scopelophis en Tropidonotus. De soort werd door George Albert Boulenger in 1893 aan het geslacht Lycognathophis toegewezen en is tegenwoordig de enige vertegenwoordiger van deze monotypische groep. Het geslacht is niet toegewezen aan een van de onderfamilies van de toornslangachtigen.
De wetenschappelijke geslachtsnaam Lycognathophis kan vrij vertaald worden als 'wolfs-tandslang' en is een samentrekking van de Griekse woorden λύκος (lykos), dat wolf betekent, γνάθος (gnathos) dat kaak betekent en όφις (ophis) betekent slang. De soortaanduiding seychellensis betekent vrij vertaald 'levend op de Seychellen'.

## Verspreiding en habitat
De slang komt voor in delen van Afrika en leeft endemisch op de Seychellen. De habitat bestaat uit vochtige tropische en subtropische laaglandbossen en tropische en subtropische droge bossen.

## Beschermingsstatus
Door de internationale natuurbeschermingsorganisatie IUCN is de beschermingsstatus 'bedreigd' toegewezen (Endangered of EN).